# Dilithium (Star Trek)
Dilithium, nebo také radan, je fiktivní kovový chemický prvek ve světě Star Treku, který je nezbytnou součástí warpového jádra hvězdné lodě, protože slouží jako katalyzátor při reakci hmoty a antihmoty. Vyskytuje se většinou ve formě krystalů pouze na několika místech v Galaxii, takže je velmi ceněný a drahý.
Ve skutečném světě je názvem dilithium označována molekula složená ze dvou atomů lithia.

## Vlastnosti a použití
Dilithium je velmi tvrdý krystalický nerost růžové až hnědé barvy, který se používá téměř výhradně v přírodním složení, protože syntetické krystaly mají  nízkou kvalitu. Jeho chemická značka je Dt,[zdroj⁠?!] číslo 87[zdroj⁠?!] a je součástí fiktivní periodické tabulky prvků ve Star Treku.
Krystal je umístěn uvnitř warpového jádra, kde pomáhá regulovat reakci hmoty a antihmoty díky schopnosti vyvolat ve své struktuře magnetické víry při umístění do vysokofrekvenčního elektromagnetického pole. Ty tak udržují odstup nabitých částic z reakce od krystalové mřížky, čímž brání reakci antihmoty, protože se antihmota dilithia vlastně nikdy nedotkne. Proto se používá k regulaci a omezení anihilace v reaktoru, který by jinak nekontrolovatelně explodoval. Umělé vyrobené krystaly se používají pouze v nouzových případech, jelikož mají omezenou sílu a nejsou vhodné pro warp pohon. Za určitých okolností mohou podzemní zásoby dilithia utvořit perfektní mřížku, která vyvolá piezoelektrický jev, jenže zvýši tektonickou aktivitu v kůře planety a následně ji roztrhat.
Tok hmoty a antihmoty do krystalu je nevyvážený, hmoty je mnohem více. Energie vzniklá při anihilaci se přenáší na přehřátý deuteriový plyn, který se mění na plazma a následně pohání všechny elektrické systémy včetně pohonu.

## Historie
Dilithium je velmi vzácné a jedním ze způsobů zjištění možného výskytu ložisek dilithia při geologickém průzkumu je sledování absorpce ultrafialového záření horninou. K definitivnímu určení přítomnosti rudy pak slouží zařízení ico-spektrogram.
Jako cenná surovina je také zodpovědné za mnoho mezihvězdných sporů a ozbrojených konfliktů. V epizodě TOS Zrcadlo, zrcadlo Tharn, vůdce planety Halkan, předpokládá, že se Federace zmocní jejich zásob dilithia klidně i násilím kvůli jejich velké síle. Breenové sestřelili transportní loď Ravinok na planetě Dozaria a z trosečníků udělali otroky v dilithiovém dole. Cardassijští rebelové s pomocí Oda zničili Cardassijsko-Dominionské loděnice Tevak sabotováním dilihia v závěru Války s Dominionem.
Postupem času bylo objeveno několik způsobů jak rekrystalizovat dilithium a snížit tak závislost na něm. Spock a Montgomery Scott při cestě do minulosti objevili metodu vystavení gama záření, později byl použit také theta-matrixový kompozitor, při němž nebylo ani nutné vyndat krystal z warp jádra. Při své cestě Delta kvadrantem narazil USS Voyager na nový typ dilithia, který experimentálně umožnil runaboutu cestovat rychlostí warp 10.